# Association internationale de géodésie
L'Association internationale de géodésie (IAG) est l'organisation scientifique internationale de géodésie, la discipline scientifique qui mesure et décrit la forme de la Terre, sa rotation et son champ de gravité. L'IAG est responsable de la coordination des activités de recherche et des services internationaux. Elle est une des associations constituantes de l'Union géodésique et géophysique internationale (UGGI). L'UGGI compte aujourd'hui 73 entités adhérentes et est composée de huit associations internationales semi-autonomes, dont l'IAG. L'UGGI est elle-même membre du Conseil international pour la science.
Le bureau de l'IAG se trouvait à l'Institut de recherche géodésique allemand (Deutsches Geodätisches Forschunginstitut) à Munich de 2007 à 2019 et a déménagé au Finnish Geospatial Research Institute (FGI), à Masala, Kirkkonummi dans la périphérie d'Helsinki le 17 juillet 2019,.

## Histoire

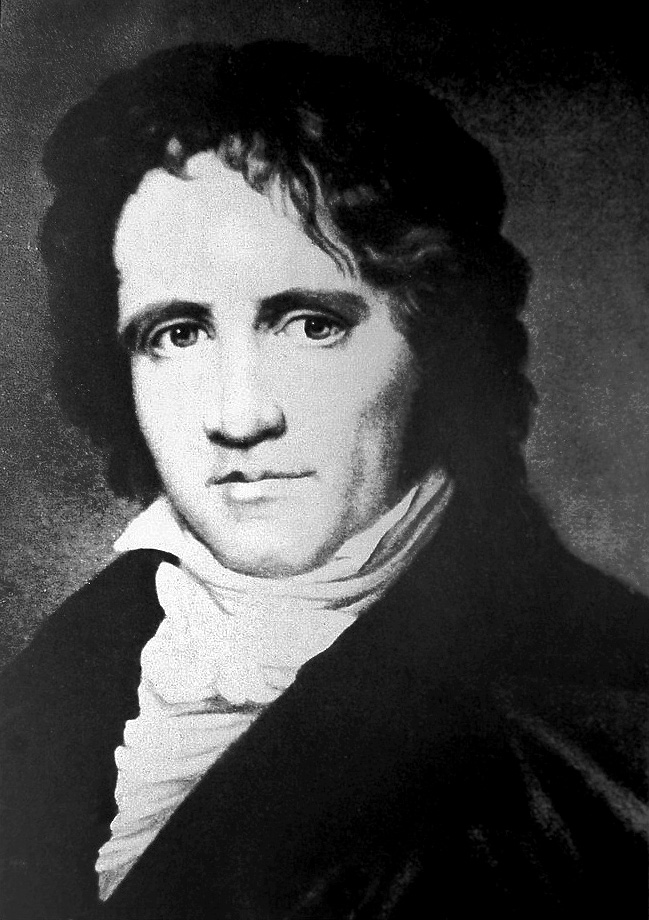
Friedrich Wilhelm Bessel

En 1861, Johann Jacob Baeyer, un disciple de Friedrich Wilhelm Bessel, propose la création d'une association internationale de géodésie. La même année en juillet, la délégation de Prusse à Berne soumet le projet de Baeyer au Conseil fédéral. Le Département fédéral de l’Intérieur le soumet à Guillaume Henri Dufour, chef du bureau topographique fédéral. Lors de la session de la Société helvétique des sciences naturelles de 1861 à Lausanne, le projet discuté par la section de physique de la Société est vivement appuyé par Élie Ritter et par Adolphe Hirsch. Sur leur proposition, la Société décide de donner un préavis favorable à l’accession de la Suisse à l’Association pour la mesure des degrés en Europe centrale et de constituer la Commission géodésique suisse. À la suite d'une consultation préliminaire entre des représentants de la Prusse, de l’Autriche et de la Saxe en avril 1862, l’Association pour la mesure des degrés en Europe centrale (allemand : Mitteleuropäische Gradmessung) est créée à Berlin en octobre 1864. Elle devient la Europäische Gradmessung (Association pour la mesure des degrés en Europe) en 1867 et  l'Association géodésique internationale (allemand : Internationale Erdmessung) en 1886. Lors de la première assemblée générale de l'Union géodésique et géophysique internationale à Rome en 1922, elle devient la section de géodésie, l'une des cinq partie constituante de l'UGGI. Elle prend officiellement son nom actuel d'Association internationale de géodésie (en anglais : International Association of Geodesy, IAG) en 1946,.

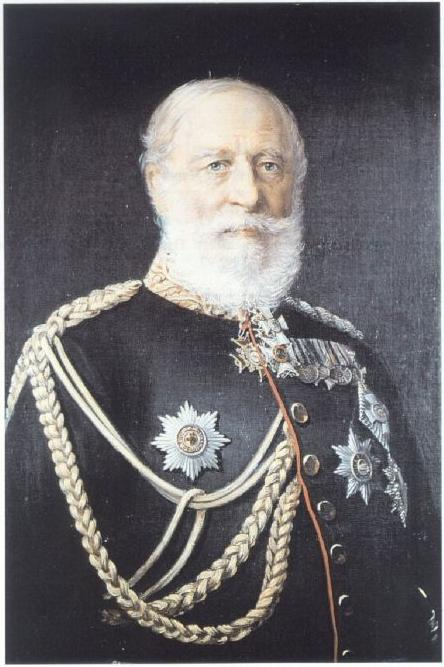
Johann Jacob Baeyer, fondateur de l'Association géodésique Internationale

L'objectif de cette première association scientifique d'importance est une nouvelle détermination des anomalies de la forme de la Terre au moyen de triangulations géodésiques précises, combinées à des mesures de la gravitation,. Il s’agit de déterminer le géoïde au moyen de mesures gravimétriques et de nivellement, afin d’en déduire la connaissance exacte du sphéroïde terrestre tout en prenant en compte les variations locales,.
Pour résoudre ce problème, il est nécessaire d’étudier avec soins et en tous sens des espaces considérables de terrain. Au printemps 1861, Baeyer élabore le plan de coordonner les travaux géodésiques de l’espace compris entre les parallèles de Palerme et Christiana (Oslo) et les méridiens de Bonn et de Trunz (nom allemand de Milejewo en Pologne). Ce territoire est couvert d’un réseau de triangle et comprend plus de trente observatoires ou stations dont la position est déterminée astronomiquement. Bayer propose de remesurer dix arcs de méridiens et un plus grand nombre d’arcs de parallèles, de comparer la courbure des arcs méridiens sur les deux versants des Alpes, afin de rechercher l’influence de cette chaîne de montagnes sur la déviation de la verticale,. Il envisage également de déterminer la courbure des mers, de la Méditerranée et de l’Adriatique au sud, de la mer du Nord et de la Baltique au nord. Dans son esprit, la coopération de tous les États d’Europe centrale peut ouvrir le champ à des recherches scientifiques du plus haut intérêt, recherches que chaque État, pris isolément, n’est pas en mesure d’entreprendre.

Lors de sa création, l'association compte seize pays membres : l'Autriche, la Belgique, le Danemark, sept états germaniques, l'Italie, les Pays-Bas, la Russie (pour la Pologne), la Suède et la Norvège, ainsi que la Suisse,.

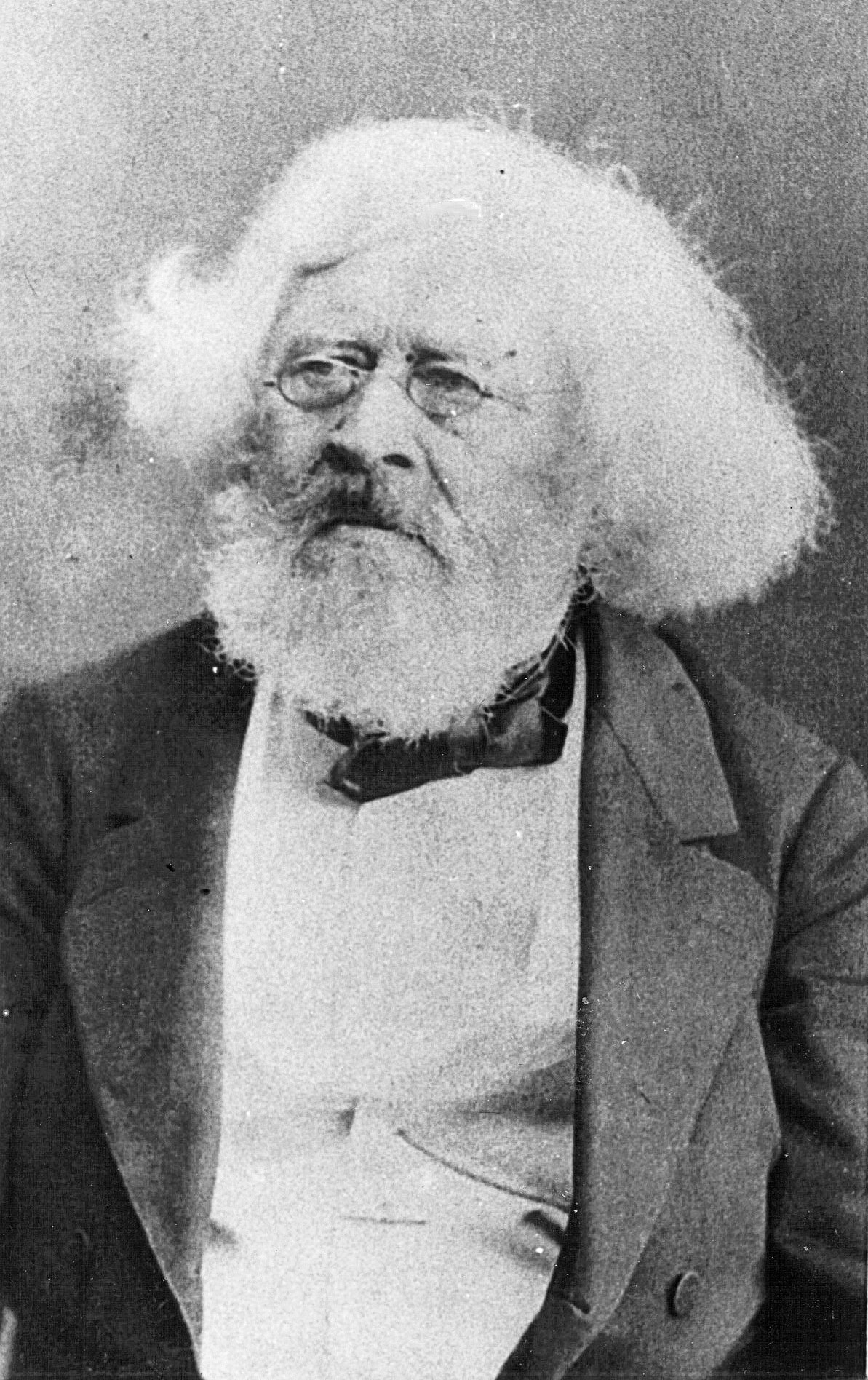
Peter Andreas Hansen

Dès 1864, l'Association nomme une Commission permanente dotée de pouvoirs administratifs qui supervise le Bureau central et devient l'instance scientifique supérieure de l'association géodésique,. Cette Commission est présidée par Peter Andreas Hansen de 1864 à 1868 et par le général austro-hongrois  August von Fligely de 1869 à 1874.
En 1867, lors de sa seconde conférence générale à Berlin et après l'admission de trois nouveaux pays membres, la Russie, l'Espagne et le Portugal, l'association géodésique devient la Europäische Gradmessung (Association pour la mesure des degrés en Europe).

La France, initiatrice des travaux de mesure de la Terre, reste à peu près stationnaire, pendant que les autres nations couvrent leur sol de triangulations en employant de meilleurs instruments et procédés d'observation et de calcul. Elle hésite même longtemps avant de céder aux instances de l'Association qui lui demande de prendre part à ses travaux. C'est seulement en 1871 qu'elle commence à en faire partie et désigne Charles-Eugène Delaunay pour la représenter au Congrès de Vienne. En 1874, Hervé Faye est nommé membre de la Commission permanente. En 1875, après la ratification de la convention du Mètre, Carlos Ibáñez e Ibáñez de Ibero, déjà président de la Commission permanente de la Europäische Gradmessung depuis 1874 et du Comité permanent de la Commission internationale du mètre depuis 1872, devient également le premier président du Comité international des poids et mesures,,,.

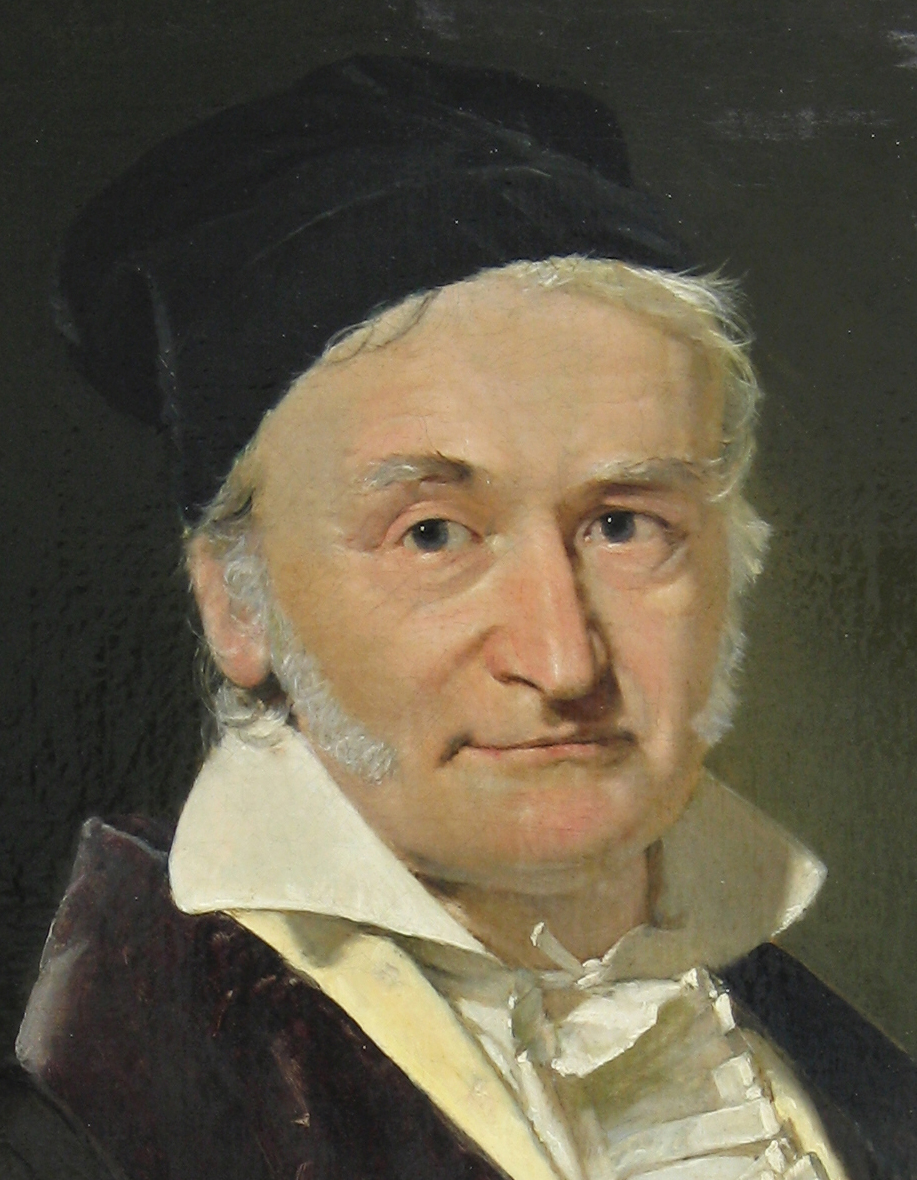
Carl Friedrich Gauss

Dans la seconde moitié du XIXe siècle, la création de l’Association géodésique internationale marque, suivant les exemples de Friedrich Wilhelm Bessel et de Friedrich Georg Wilhelm von Struve, l'adoption systématique de méthodes scientifiques plus rigoureuses parmi lesquelles l'application de la méthode des moindres carrés en géodésie,.
Legendre avait publié en 1805 sa Nouvelle méthode pour la détermination des orbites des comètes et dans l'appendice décrit sa nouvelle méthode des moindres carrés, qui joue un rôle essentiel dans la réduction des données géodésiques. Il existe un litige concernant la priorité de l'invention de cette méthode. En effet, Carl Friedrich Gauss (1777–1855) affirme de son côté avoir inventé et utilisé la méthode des moindres carrés vers 1795 ; il en publie l'essentiel dans son ouvrage Theoria motus corporum celestium in sectionibus conicis solem ambientium, qui paraît en 1809.
Il devient également possible de mesurer avec précision des arcs de parallèles, puisque la différence de longitude entre leurs extrémités peut être déterminée grâce à l'invention du télégraphe électrique. De plus, les progrès de la métrologie, combinés à ceux de la gravimétrie, ouvrent une nouvelle ère de la géodésie. Si la métrologie de précision a eu besoin du concours de la géodésie, cette dernière ne peut continuer à prospérer sans elle. Il est alors nécessaire de définir une unité unique pour exprimer toutes les mesures d'arcs terrestres et toutes les déterminations de la pesanteur au moyen du pendule.

### La création de l'AIG et la Convention du mètre
Précurseur en Europe, l'Espagne adopte le mètre comme étalon géodésique. En 1866, elle adhére à l'Association internationale de géodésie encore en gestation et est représentée par Carlos Ibáñez e Ibáñez de Ibero,. Il avait conçu avec Frutos Saavedra Meneses un appareil à mesurer les bases géodésiques de quatre mètres de longueur, étalonné sur la Toise de Borda (une copie de la Toise du Pérou construite pour la mesure de la longueur du méridien terrestre par Delambre et Méchain) dont la règle N° 1 servait d'étalon de référence pour la mesure de toutes les bases géodésiques en France,. Cet étalon géodésique devient l'étalon du mètre espagnol jusqu'à la réception des prototypes nationaux du mètre attribués à l'Espagne en 1889.

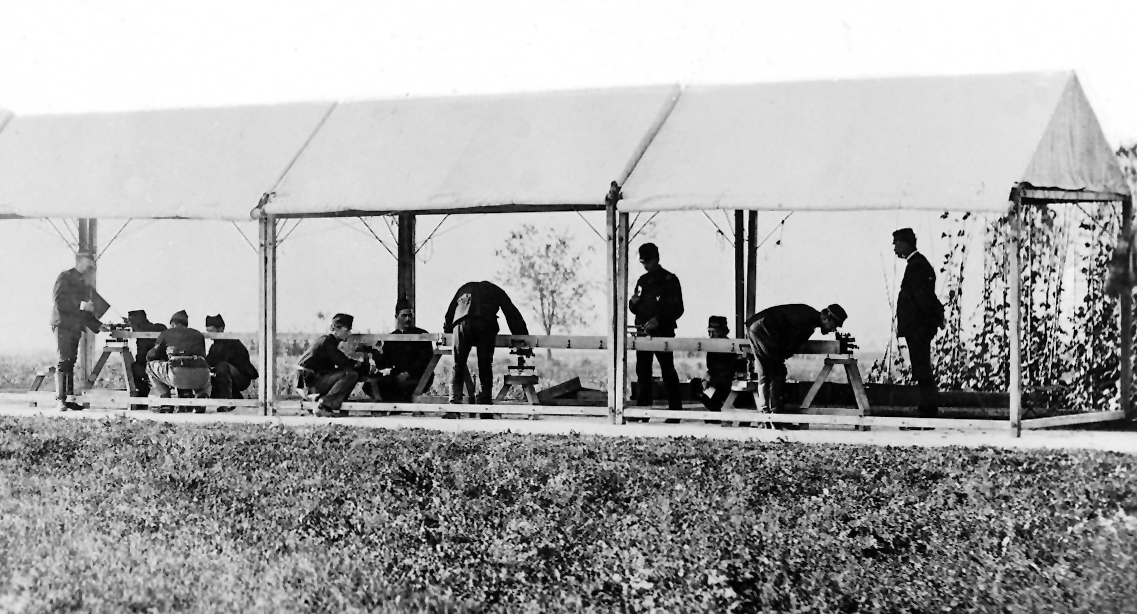
Mesure de la base d'Aarberg en 1880 au moyen de l'appareil Ibáñez, conçu par Carlos Ibáñez e Ibáñez de Ibero et construit à Paris dans les ateliers des frères Brunner,.

Ibáñez conçoit un second appareil plus maniable construit avec une règle mono-métallique en fer dotée de thermomètres à mercure, utilisés pour corriger l'augmentation de longueur de la règle provoquée par la dilatation du métal sous l'effet de la température. Cet instrument sera appelé l'appareil Ibáñez et est également réalisé à Paris. Légèrement moins précis, il permet d'augmenter la vitesse des relevés. En 1869, Ibáñez se rend à Southampton avec cette règle pour effectuer des mesures nécessaires à la comparaison internationale des étalons géodésiques. En effet, en 1860, le gouvernement russe, à la demande d'Otto Wilhelm von Struve, invite les gouvernements de Belgique, de France, de Prusse et d'Angleterre à connecter leurs triangulations dans le but de mesurer la longueur d'un arc de parallèle à la latitude de 52° afin de vérifier les dimensions et la figure de la Terre telles qu'elles ont été déduites des mesures d'arc de méridien. Il s'avère nécessaire de comparer les règles géodésiques utilisées dans chaque pays afin de combiner les mesures effectuées. Le gouvernement britannique invite la France, la Belgique, la Prusse, la Russie, l'Inde, l'Australie, l'Espagne, les États-Unis et la Colonie du Cap à envoyer leur règle géodésique au bureau de l'Ordnance Survey à Southampton,.

Lorsque le mètre est choisi comme unité internationale de longueur, il est bien connu qu'en mesurant la latitude de deux stations à Barcelone, Méchain avait constaté que la différence de latitudes entre ces deux points était plus grande que ne le prédisait la mesure directe de leur distance par triangulation et qu'il n'avait pas osé admettre cette imprécision expliquée par un jeu dans l'axe central du cercle répétiteur,.

Illustrations d'un roman de Jules Verne montrant les deux positions du cercle répétiteur
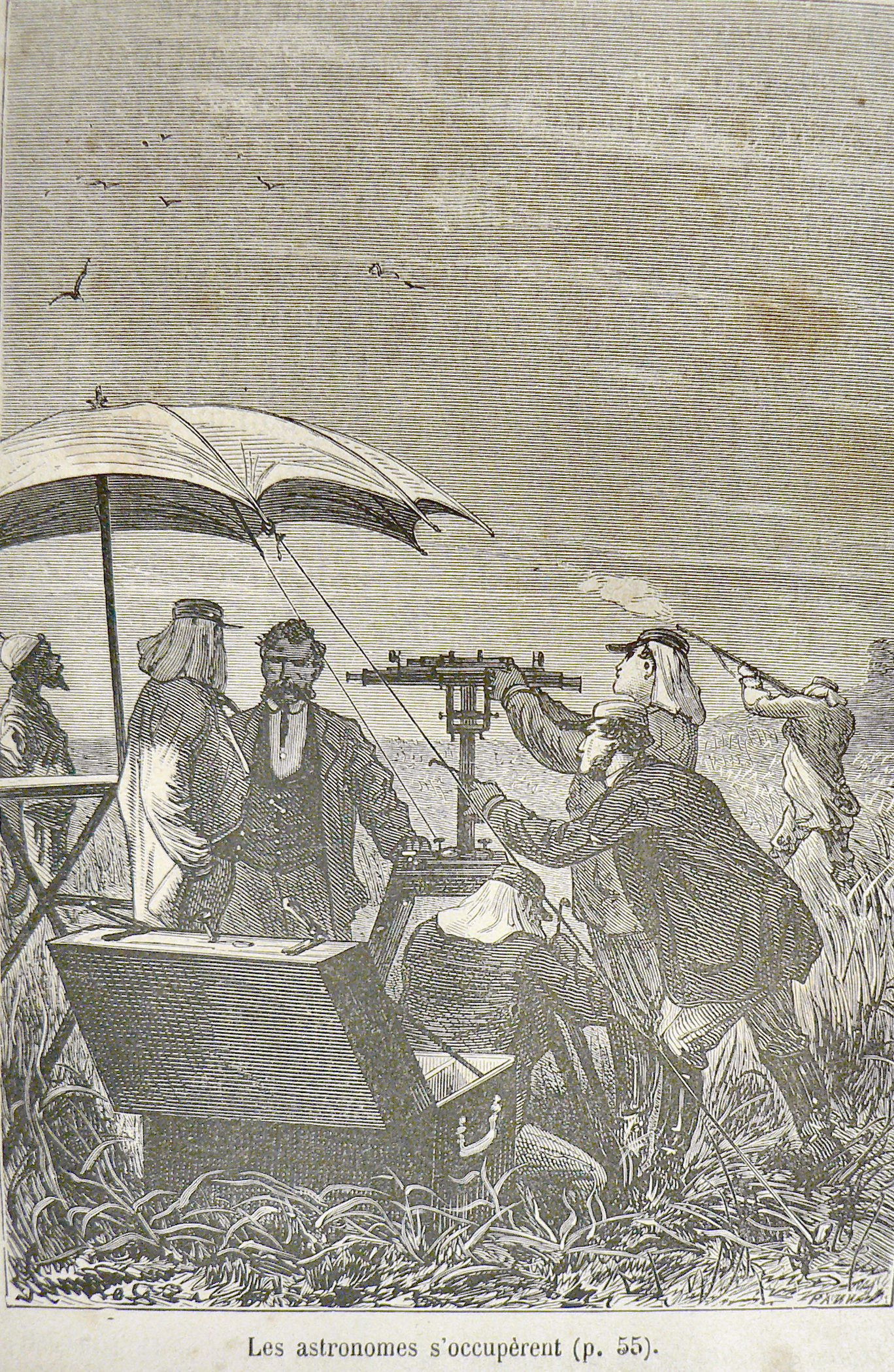
Relevé de triangulation au cercle en position azimutale.
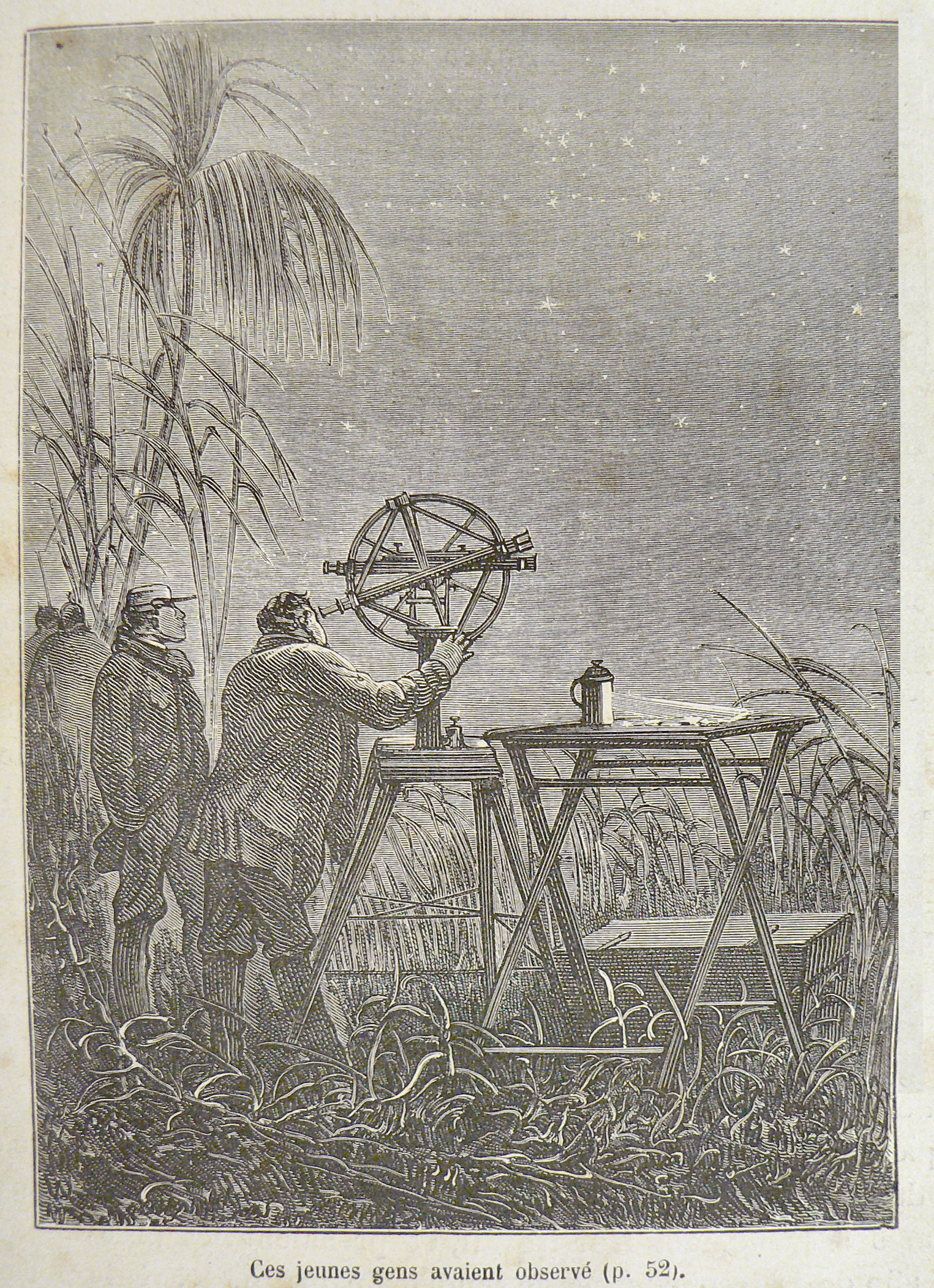
Mesure de hauteur zénithale au cercle en position verticale.

En effet, le cercle répétiteur peut être basculé dans deux positions différentes. Ce qui permet de mesurer soit, lorsque le cercle répétitueur est en position horizontale, les azimuts, c'est-à-dire les angles formés entre les points de référence d'une triangulation géodésique et de déterminer la distance terrestre entre deux lieux, soit, lorsqu'il est en position verticale, la hauteur zénithale des étoiles, afin de déterminer la latitude du lieu de l’observation et déterminer l’amplitude de l’arc astronomique d’une méridienne.
Les observations scientifiques sont entachées de deux types d'erreur distinctes : les erreurs systématiques d'une part, et les erreurs aléatoires d'autre part. Les effets des erreurs aléatoires peuvent être atténués par des mesures répétées. Les erreurs constantes ou systématiques, au contraire, doivent être soigneusement évitées, car elles proviennent d'une ou plusieurs causes agissant de la même manière et elles altèrent donc constamment les valeurs observées. Des mesures répétées ne réduisent pas ces erreurs.
La distinction entre erreurs systématiques et aléatoires est loin d'être aussi nette qu'on pourrait le croire à première vue. En réalité, il n'existe pas, ou très peu, d'erreurs aléatoires. À mesure que la science progresse, les causes de certaines erreurs sont recherchées, étudiées, et leurs lois découvertes. Ces erreurs passent de la catégorie des erreurs aléatoires à celle des erreurs systématiques. La compétence du scientifique consiste à découvrir le plus grand nombre possible d'erreurs afin de pouvoir, une fois familiarisé avec leurs causes, en affranchir ses résultats par une méthode ou des corrections appropriées. C'est l'étude expérimentale d'une cause d'erreur qui a conduit à la plupart des grandes découvertes astronomiques (précession, nutation, aberration).

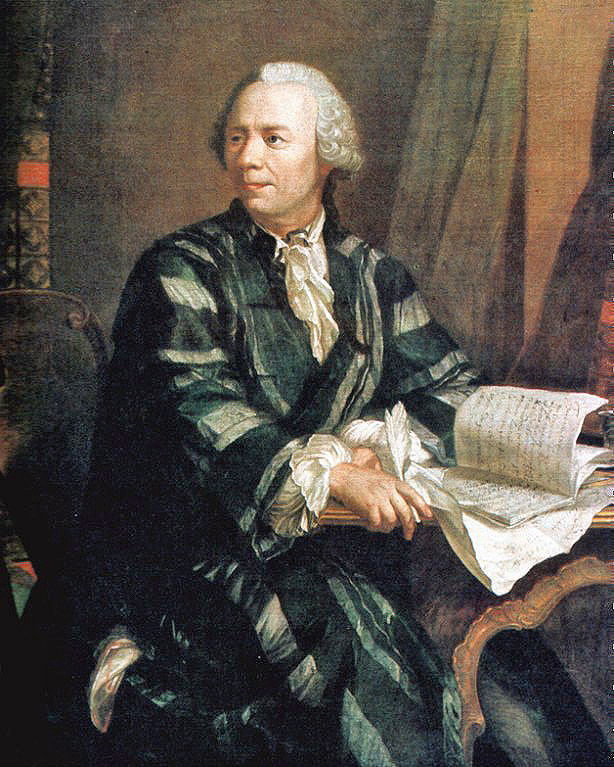
Leonhard Euler

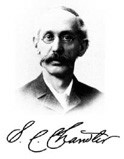
Seth Carlo Chandler

Le déplacement des pôles de rotation de la Terre à la surface du globe terrestre prédit par Leonhard Euler et découvert plus tard par Seth Carlo Chandler a également un impact sur la précision des déterminations des latitudes,. Parmi toutes ces sources d'erreur, c'est principalement une déviation de la verticale défavorable qui est à l’origine d’une détermination inexacte de la latitude de Barcelone et donne une amplitude exagérée de l’arc astronomique et un mètre « trop court » par rapport à une définition plus générale tirée de la moyenne d'un grand nombre d'arcs.
A la fin du XVIIIe siècle, outre la détermination de la longueur du mètre, la mesure de la méridienne de Delambre et Méchain a également pour objectif de déterminer la valeur de l’aplatissement de l’ellipsoïde terrestre. En essayant de calculer l’aplatissement à partir de la méridienne de Delambre et Méchain, Pierre-Simon de Laplace obtient une valeur exagérée qui le conduit à combiner la valeur de la méridienne avec les données de l’arc du Pérou. En effet, la Terre est une boule qui peut grossièrement être assimilée à un sphéroïde de révolution, mais qui en diffère suffisamment pour empêcher la détermination de la figure de la Terre à partir de la mesure d’un seul arc de méridien.

En 1841, Friedrich Wilhelm Bessel minimise l’impact des déviations de la verticale lorsqu'il propose son ellipsoïde de référence grâce à l’utilisation de la méthode des moindres carrés. En effet, à l’époque, les déviations de la verticale sont considérées comme des erreurs aléatoires. Partant de plusieurs arcs de méridien, Bessel calcule une nouvelle valeur de 1/299,15 pour l'aplatissement de la Terre,. L'ellipsoïde de référence de Bessel sera longtemps utilisé par les géodésiens.

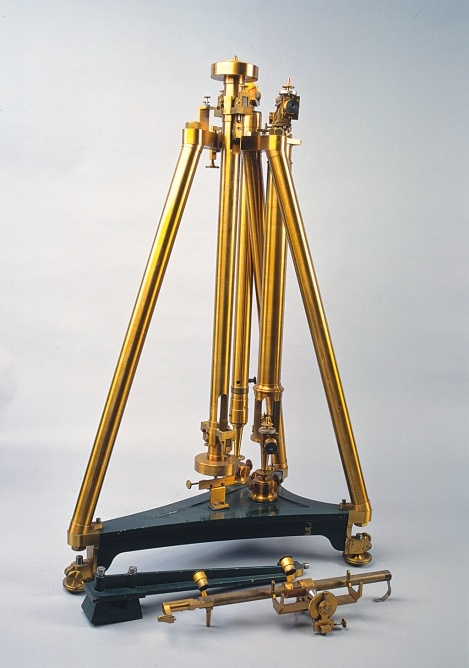
Pendule réversible de Repsold-Bessel utilisé pour la mesure du champ de pesanteur.

Depuis la définition originale du mètre, chaque fois qu'une nouvelle mesure est effectuée, avec des instruments, des méthodes ou des techniques plus précis, on dit que le mètre est basé sur une erreur de calcul ou de mesure. Si le travail minutieux de Delambre et Méchain était la seule source d'erreur, le mètre actuel serait trop long d’un peu moins de 4 μm au lieu d'être de 197 μm trop court. La plus grande partie de la différence d’environ 200 μm entre la longueur théorique du mètre et celle du mètre des Archives est due à la non-prise en compte des déviations de verticale, ce qui est hors de portée à l’époque de Delambre et Méchain, car le champ de pesanteur de la Terre n'a alors pas encore été étudié.

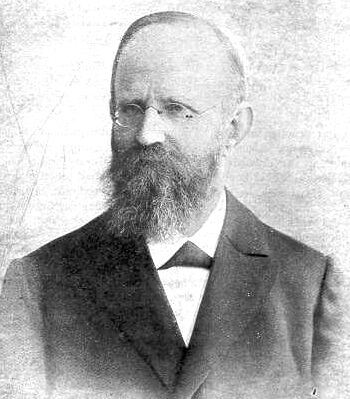
Friedrich Robert Helmert

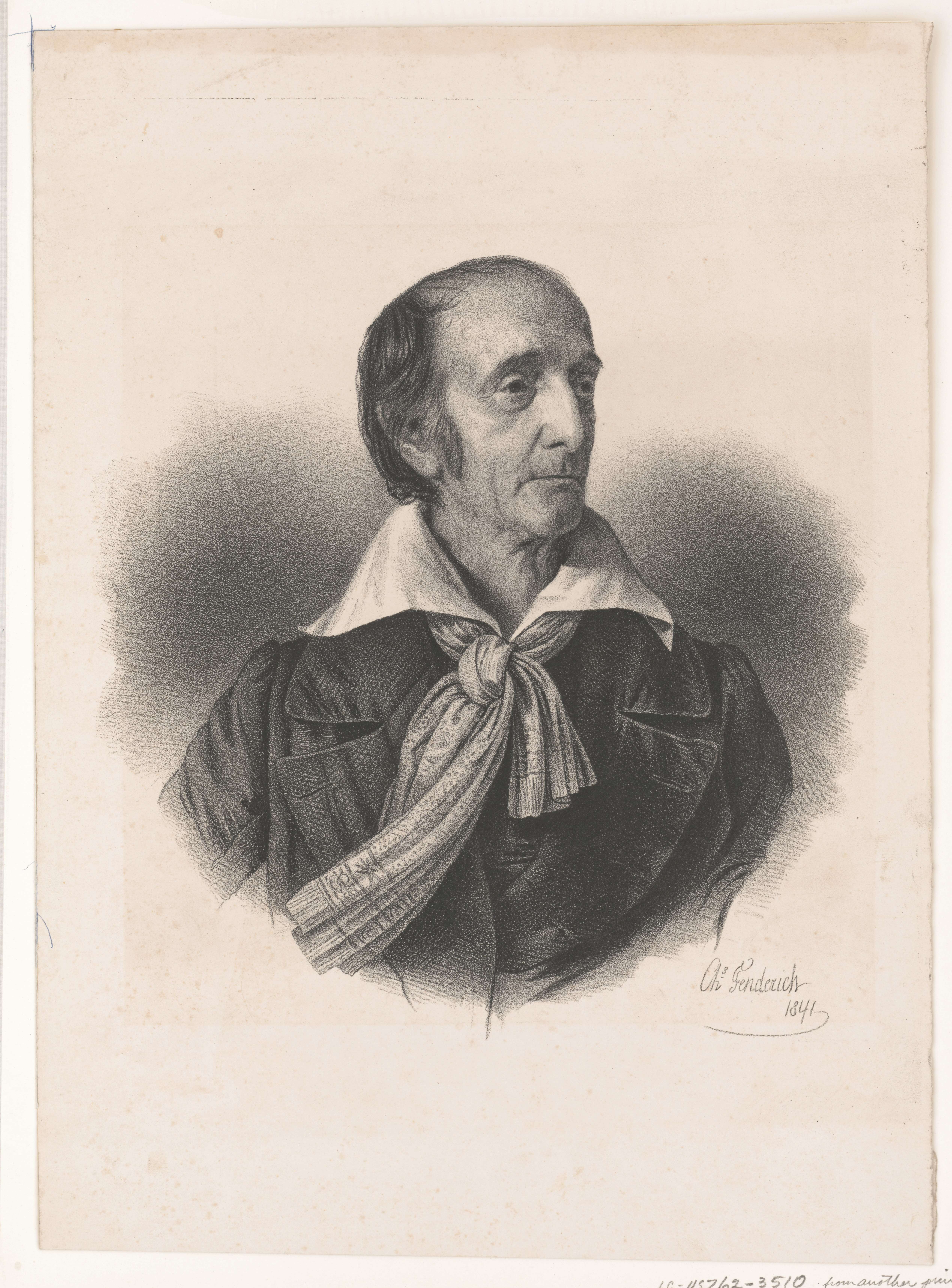
Ferdinand Rudolph Hassler

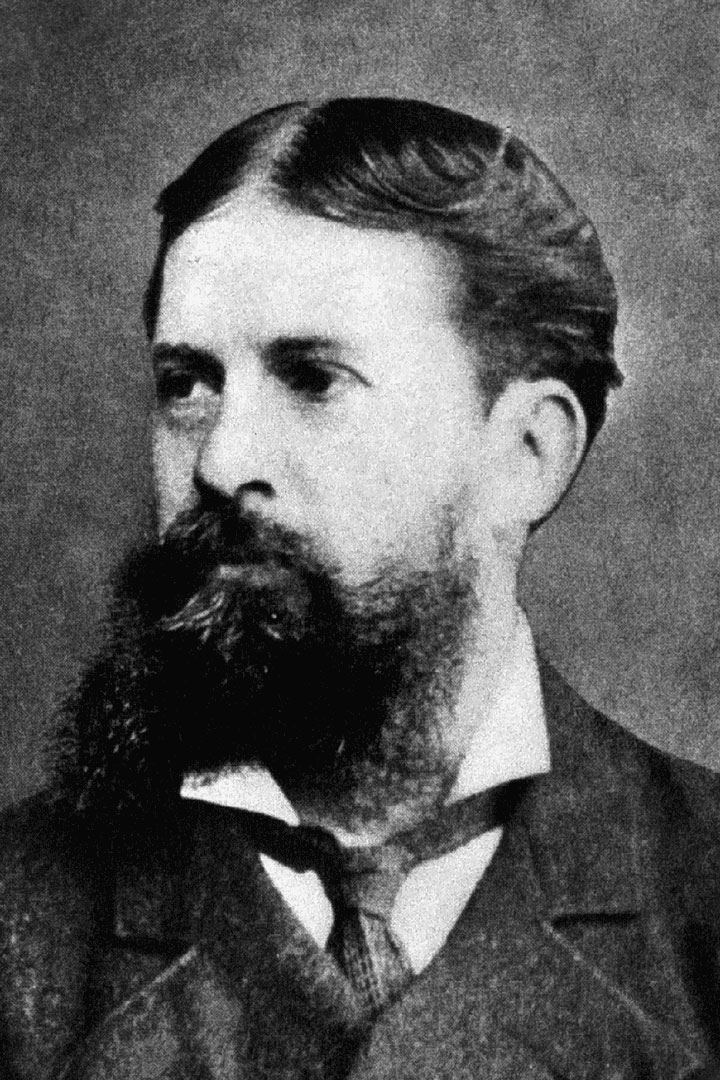
Charles Sanders Peirce

En 1901, Friedrich Robert Helmert détermine avec exactitude l'ellipsoïde de la Terre à partir de mesures de gravité effectuées sous les auspices de l'Association géodésique internationale. Les améliorations significatives de la précision des gravimètres doivent également être attribuées à Bessel. Il est le concepteur du gravimètre construit par Adolf Repsold pour la Commission géodésique suisse. Charles Sanders Peirce et Isaac-Charles Élisée Cellérier (1818–1889), un mathématicien genevois, découvrent indépendamment une formule mathématique permettant de corriger les erreurs systématiques de cet appareil identifiées par Émile Plantamour et Adolphe Hirsch. En effet, la détermination de la pesanteur par le pendule réversible est sujette à deux types d'erreurs, la résistance de l'air, d'une part, et les mouvements que les oscillations du pendule imposent à son plan de suspension, d'autre part. Ces mouvements sont particulièrement importants avec l'appareil conçu par les frères Repsold sur les indications de Bessel, car le pendule a une masse importante, afin de contrecarrer l'effet de la viscosité de l'air,.
Friedrich Robert Helmert détermine une valeur de 1/298.3 pour l'aplatissement de la Terre lorsqu'il propose son ellipsoïde de référence. Cette prouesse est également le résultat de la Convention du Mètre de 1875, lorsque le mètre est adopté comme unité scientifique de longueur internationale pour la commodité des géodésiens d'Europe continentale suivant l’exemple de précurseurs tels que Ferdinand Rudolph Hassler, puis Carlos Ibáñez e Ibáñez de Ibero,.

Au printemps 1875, comme la figure de la Terre peut être déduite des variations de la longueur du pendule, la direction de l’United States Coast Survey charge Charles Sanders Peirce de se rendre en Europe dans le but de refaire ces expériences là où elles ont été effectuées initialement, de façon à mettre en relation les déterminations de la pesanteur en Amérique avec celles d'autres continents. Peirce étudie également minutieusement les méthodes mises en œuvre pour ces recherches dans les différents pays d'Europe. La Conférence de l’Association pour la mesure des degrés en Europe de 1875 se penche sur la question du meilleur instrument à utiliser pour la détermination de la pesanteur. Après une discussion approfondie à laquelle participe Charles Sanders Peirce, l'association se prononce en faveur du pendule réversible de Repsold-Bessel, utilisé en Suisse et décide de refaire à Berlin, dans la station où Friedrich Wilhelm Bessel a effectué ses célèbres mesures, la détermination de la pesanteur au moyen d'appareils de divers types utilisés dans différents pays, afin de les comparer et d'obtenir ainsi l'équation de leurs échelles.

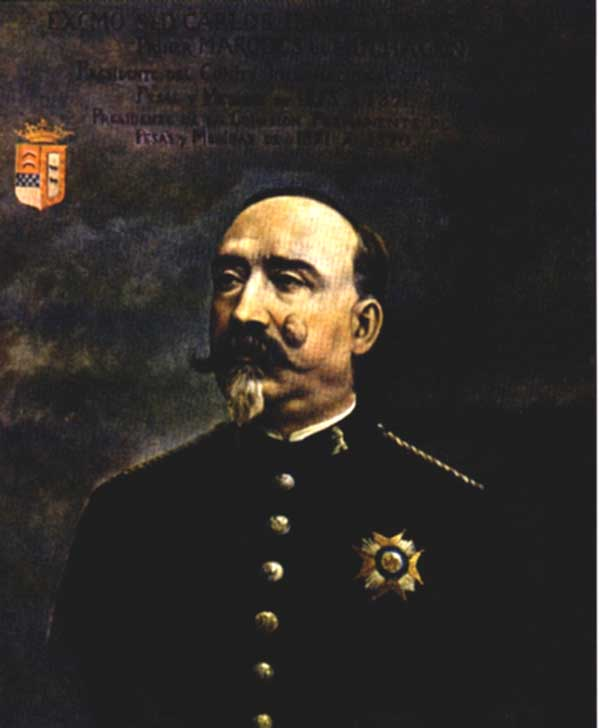
Don Carlos Ibáñez e Ibáñez de Ibero, Marquis de Mulhacén

Lorsque Carlos Ibáñez e Ibáñez de Ibero, premier président de l'Association Géodésique Internationale et du Comité International des Poids et Mesures, participe à l'extension de la mesure de la méridienne de Delambre et Méchain, des mathématiciens comme Adrien-Marie Legendre et Carl Friedrich Gauss ont développé de nouvelles méthodes de traitement des données, dont la méthode des moindres carrés qui permet de comparer des données expérimentales entachées d'erreurs d'observation à un modèle mathématique. De plus, le Bureau international des poids et mesures jouera un rôle central pour la mesure des bases géodésiques, car la découverte de l'invar par Charles Édouard Guillaume minimise l'impact des imprécisions dues aux erreurs de température. Les mesures de la Terre soulignent ainsi l’importance de la méthode scientifique à une époque où les statistiques sont mises en œuvre en géodésie.

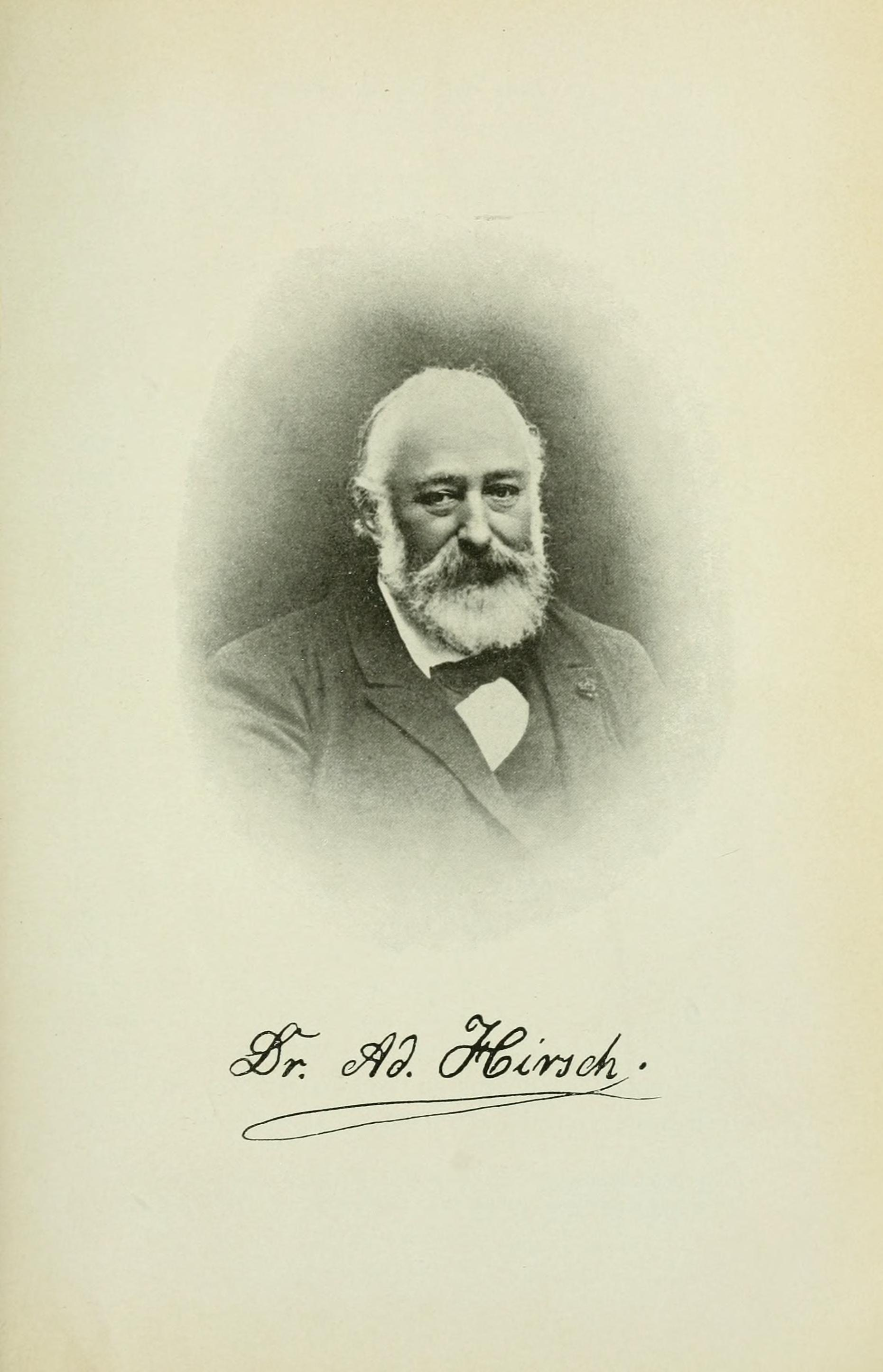
Adolphe Hirsch

Pour comprendre dans son domaine toutes les mesures effectuées hors de l'Europe, l'Association géodésique est réorganisée, après la mort de son fondateur Baeyer : le Gouvernement prussien prend l'initiative de la réforme. Dans une Conférence tenue à Berlin en octobre 1886, les délégués des principales contrées d'Europe, l'Angleterre exceptée, et des contrées de quelques autres parties du Monde, décident que l'Association géodésique internationale a pour but la mesure des degrés de toute la Terre ; qu'elle aura à Berlin un Bureau central de calculs; qu'une Commission permanente, composée de 11 membres, se réunira tous les ans, dans une ville des États associés; que l'Association aura tous les trois ans une réunion plénière où la Commission permanente serait renouvelée par moitié. Carlos Ibáñez e Ibáñez de Ibero est alors nommé président de cette Commission et Friedrich Robert Helmert directeur du Bureau central des calculs. Une nouvelle convention internationale est ratifiée par 20 États européens qui confère à l'Association un statut intergouvernemental. La Convention de 1886, confie l'exécution des décisions de la Conférence générale et la gestion des affaires administratives au Bureau de l'association, composé du président et du vice-président de l'association, du secrétaire perpétuel et du directeur du Bureau central. Adolphe Hirsch, membre fondateur de la Commission géodésique suisse, qui est l'un des deux secrétaires de l'association internationale depuis sa création en devient le premier secrétaire perpétuel jusqu'en 1900,,. Il est également le premier secrétaire du Comité international des poids et mesures de 1875 à 1901.
En 1883, lors de la Conférence générale de l'Association internationale de géodésie à Rome, l'adoption du méridien de Greenwich comme méridien d'origine est proposée dans l'espoir que le Royaume-Uni adhérera à la convention du Mètre,. Ce qu'il fera l'année suivante.
En 1887, le Brésil et la Serbie annoncent leur accession à l'Association,. En 1888, le Chili, le Mexique, le Japon et la Grèce y adhèrent également, suivis par l'Argentine et les États-Unis en 1889.
En 1889, et conformément aux résolutions de 1875, les nouveaux standards du mètre sont distribués aux nations d'Europe et d'Amérique perpétuant l'acceptation du système métrique. L'année suivante, une Commission de l'Académie des sciences composée de Charles Hermite, alors président de l'Académie des sciences, Gaston Darboux, Henri Poincaré, Camille Jordan et dont Joseph Bertrand est le rapporteur décerne le prix Poncelet à Carlos Ibáñez e Ibáñez de Ibero:

« La Commission a décerné le prix Poncelet à M. le Général IBAÑEZ, marquis de Mulhacén pour la savante direction qu'il a donnée et sa collaboration dévouée aux beaux travaux du Comité international des Poids et Mesures qui, à la suite d'études approfondies continuées pendant plus de vingt ans, a distribué, en 1889, conformément aux Conventions de 1875, les mètres et les étalons qui serviront, dans tous les grands États de l'Europe et de l'Amérique, à assurer l'usage du système métrique. »

Les prototypes internationaux du mètre constitueront la base du nouveau système international d'unités, mais il n'auront plus aucune relation avec les dimensions de la Terre que les géodésiens s'efforcent de déterminer au XIXe siècle. Ils ne seront plus que la représentation matérielle de l'unité du système. Si la métrologie de précision profite des progrès de la géodésie, celle-ci ne peut continuer à prospérer sans le concours de la métrologie. En effet, toutes les mesures d'arcs terrestres et toutes les déterminations de la pesanteur par le pendule doivent impérativement être exprimées dans une unité commune. La métrologie se doit donc de créer une unité adoptée et respectée par toutes les nations de façon à pouvoir comparer avec la plus grande précision toutes les règles ainsi que tous les battants des pendules employés par les géodésiens. Ceci de manière à pouvoir combiner les travaux effectués dans les différentes nations afin de mesurer la Terre.

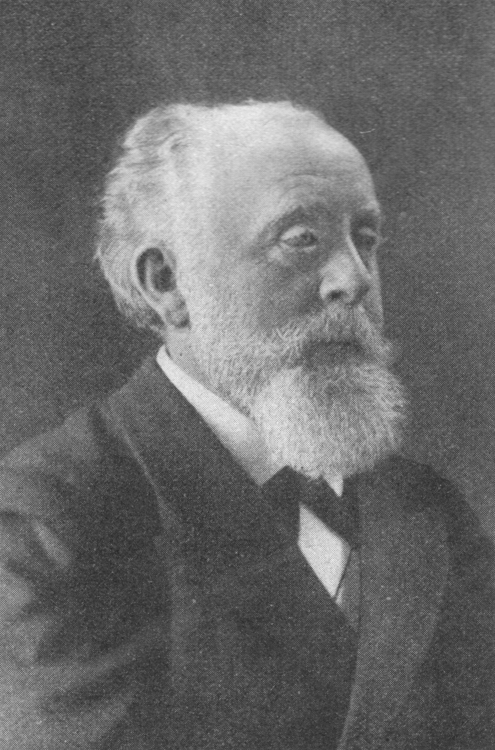
Wilhelm Foerster

En effet, c’est alors même qu’il contribue à démontrer par ses travaux géodésiques en Espagne que le mètre ne correspond plus à sa définition historique, qu’Ibáñez œuvre à son adoption par la communauté scientifique internationale, selon une démarche à la fois rigoureuse et pragmatique. Il fut, selon la maxime du mathématicien espagnol Julio Rey Pastor, durant près de trente ans une figure marquante du monde à l’époque héroïque de la fondation du Bureau international des poids et mesures, où il organisa la métrologie au niveau mondial avec autant de compétence que d’habilité non seulement comme académicien de premier plan et précurseur de la collaboration scientifique entre les nations, mais aussi et surtout en tant qu’artisan de la civilisation universelle et fervent défenseur de la solidarité humaine.

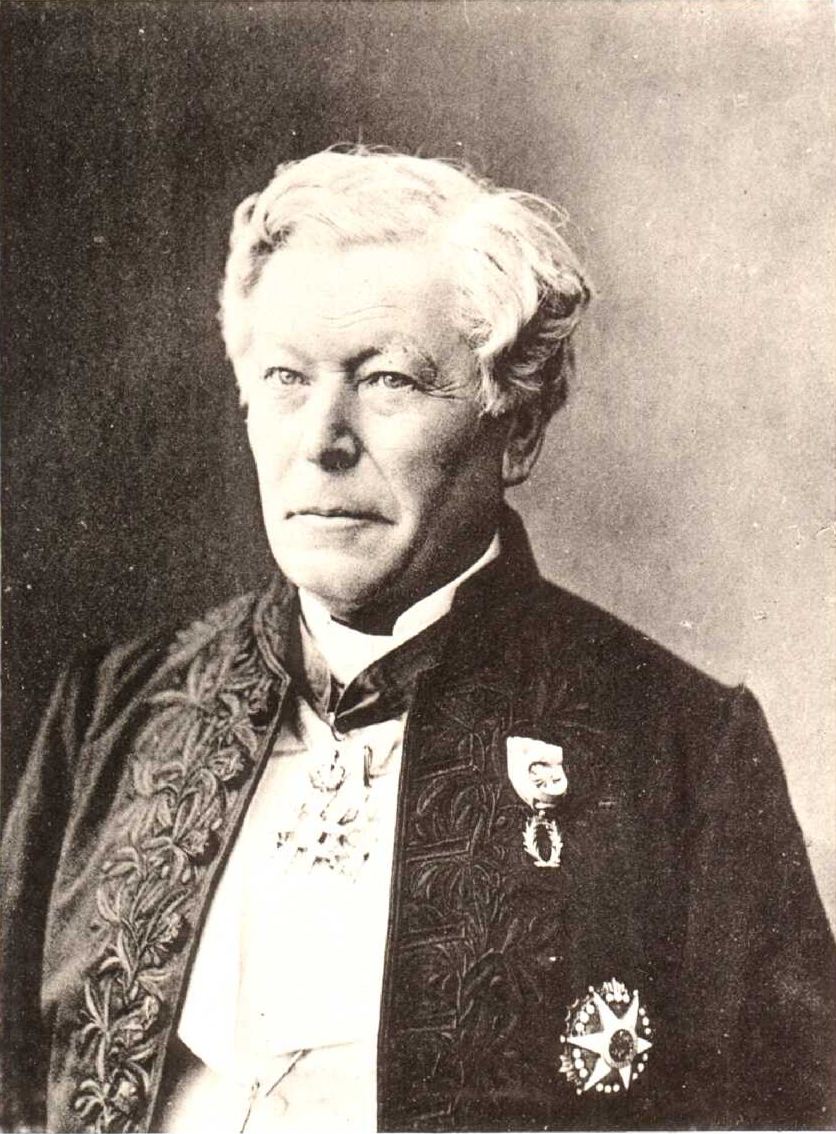
Hervé Faye

Après le décès de Carlos Ibáñez e Ibáñez de Ibero en 1891, Hervé Faye lui succède à la présidence de la Commission permanente de l'Association géodésique internationale en 1892, tandis que Wilhelm Foerster prend la présidence du Comité international des poids et mesures dès 1891,.
Lors de la 11e Conférence générale tenue à Berlin en 1895, une nouvelle Convention Géodésique Internationale est rédigée,. Elle aboli la Commission permanente de l'Association et renforce le Bureau Central, basé à l'Institut géodésique de Berlin,. Selon la convention ratifée en 1898 à Stuttgart, la Conférence générale de l'Association, réunissant les délégués des gouvernements concernés en est le corps souverain,. Le Royaume-Uni rejoint l'Association en 1898. De 1903 jusqu'en 1917, Jean-Antonin-Léon Bassot reprend la présidence de l'Association, assumée jusque-là par Hervé Faye .
En 1900, le Comité international des poids et mesures répond à une demande de l'Association internationale de géodésie et inscrit au programme de travail du BIPM l'étude des mesures par fils d'invar dont le coefficient d'expansion thermique est négligeable. Edvard Jäderin, un géodésien suédois, avait inventé une méthode de mesure des bases géodésiques, basée sur l'utilisation de fils tendu sous un effort constant. Cependant avant la découverte de l'invar, ce procédé était beaucoup moins précis que la méthode classique. Charles Édouard Guillaume démontre l'efficacité de la méthode de Jäderin améliorée par l'utilisation de fils d'invar. La précision des mesures est égale à celle des anciennes méthodes, tandis que la rapidité et la facilité des mesures sont incomparablement plus élevées,.
En 1934, le titre de docteur honoris causa lui est décerné par l'Université de Paris, non seulement pour son travail purement scientifique, mais également pour son rôle de promoteur du système métrique, à l'issue de sa carrière de 53 ans au BIPM, dont plus de 20 ans en tant que directeur,. Parallèlement aux avancées qui permettront de redéfinir l'étalon du mètre, les travaux de thermométrie du BIPM conduisent à la découverte d'alliages spéciaux de fer-nickel, en particulier l'invar et l'élinvar, pour lesquels le physicien suisse Charles Édouard Guillaume reçoit le prix Nobel de physique en 1920. D'autre part, la fondation de l'United States Coast and Geodetic Survey par Ferdinand Rudolph Hassler aura conduit à la définition actuelle du mètre, Charles Sanders Peirce étant le premier à relier expérimentalement le mètre à la longueur d'onde d'une raie spectrale. Albert Abraham Michelson reprendra bientôt l'idée et l'améliorera.

#### Association géodésique réduite entre États neutres

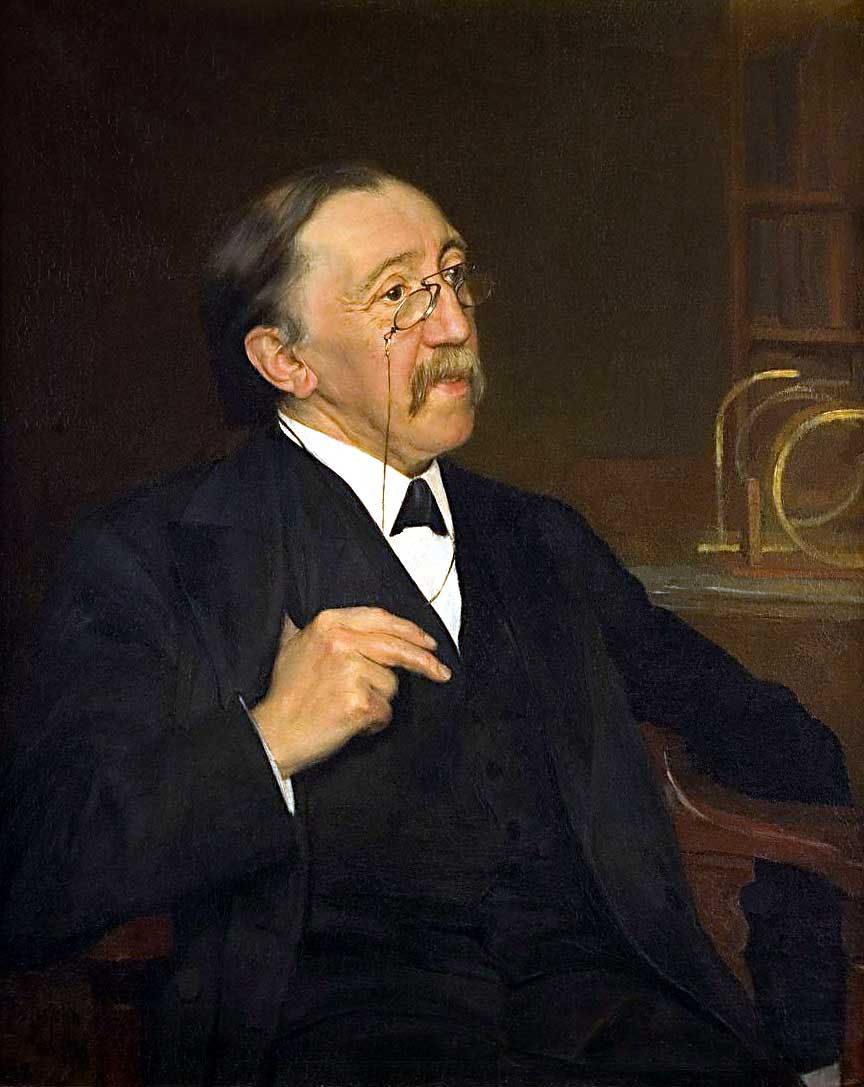
Hendricus Gerardus van de Sande Bakhuyzen

La convention de l'Association géodésique internationale expire à la fin de l'année 1916. Elle n'est pas reconduite en raison de la Première Guerre mondiale. Toutefois, les nations neutres, le Danemark, les Pays-Bas, la Norvège, l'Espagne, la Suède, la Suisse et les États-Unis (jusqu'à l'entrée en guerre de ces derniers) s'accordent pour maintenir une Association géodésique réduite entre États neutres, présidée par Raoul Gautier, directeur de l'Observatoire de Genève. Raoul Gautier sera nommé en 1922 vice-président de la section de géodésie de l'Union géodésique et géophysique internationale et assurera la continuité des opérations effectuées par l'Association géodésique réduite entre États neutres,. Il assure également la présidence par intérim du Comité international des poids et mesures de 1920 à 1921, jusqu'à la nomination de Vito Volterra.

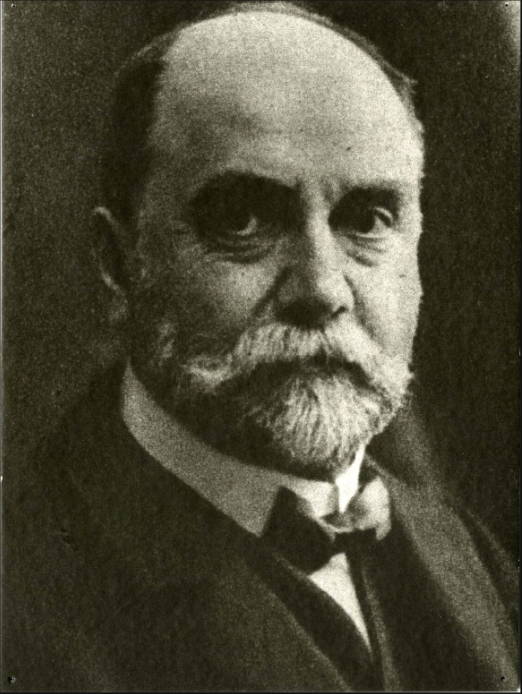
Raoul Gautier

De 1900 à 1921, Hendricus Geradus van de Sande Bakhuyzen succède à Adolphe Hirsch comme secrétaire perpétuel de l'Association géodésique internationale, puis comme secrétaire de l'Association géodésique réduite entre États neutres.

## Union géodésique et géophysique internationale

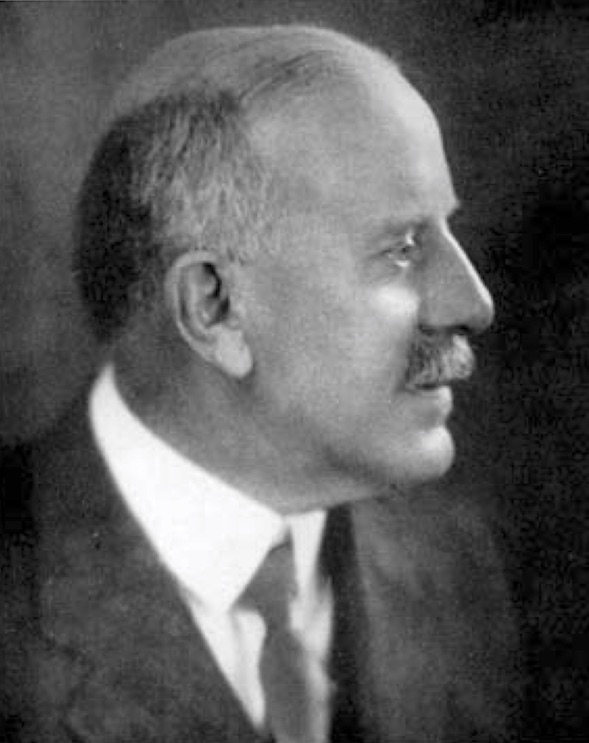
William Bowie

De 1922 à 1946, le général Georges Perrier (le fils du général François Perrier) devient le secrétaire général de la section de géodésie de l'Union géodésique et géophysique internationale, puis de l'Association internationale de géodésie dont le Bureau central est déplacé de Potsdam à Paris (1917-1995). William Bowie assure la présidence de la section de géodésie de l'Union géodésique et géophysique internationale (1922-1933), puis de l'Union géodésique et géophysique internationale (1933-1936), où il succède à Charles Lallemand (1919-1933) son premier président,,,.

« Il y avait avant la grande guerre, d’assez nombreuses Association internationales exerçant leur activité dans telle ou telle Science ou même dans tel ou tel domaine spécialisé d’une Science déterminée. […] Parmi elles, la plus puissante et la plus ancienne était l’Association géodésique internationale […] où l’influence de l’Allemagne prédominait et qui avait son Bureau central à l’Institut géodésique prussien de Potsdam.
[…] Pendant la guerre, nombreux furent les savants qui se préoccupèrent des moyens à envisager pour reprendre, à la fin des hostilités, le travail scientifique international. […] Une idée essentiellement américaine et britannique était de grouper les Unions scientifiques relatives à diverses disciplines sous l’autorité d’un Conseil suprême. Une conférence internationale, qui réunit à Bruxelles au mois de juillet 1919 les savant des pays alliés ou associés dans la lutte contre l’Allemagne et d’un certain nombre d’États neutres, créa un Conseil international de Recherches et différentes Unions dépendant de ce Conseil ; mais, la Géodésie, au lieu d’être libre et indépendante comme autrefois, fut associée aux Sciences géophysiques dans l’Union géodésique et géophysique internationale.

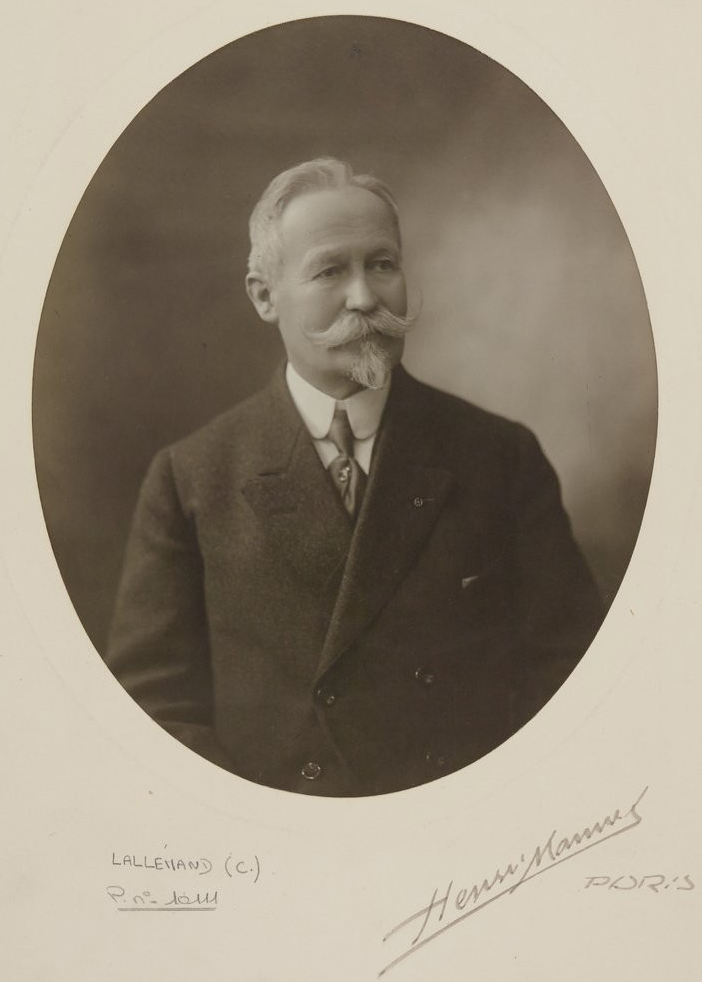
Charles Lallemand

La haute autorité de Charles Lallemand, sa notoriété bien établie chez tous les savants qui participaient à l’Assemblée de Bruxelles, lui valurent d’être désigné alors par acclamations comme Président de la nouvelle Union. »Discours sur Charles Lallemand par Georges Perrier, lu lors de ses funérailles, le 3 février 1938, Paris, Académie des Sciences Notices et Discours, 241-242

## Organisation actuelle
- Section I : Cadres de positionnement et de référence
- Section II : Géodésie spatiale avancée
- Section III : Détermination du champ de la gravité
- Section IV : Théorie et méthodologie générale
- Section V : Géodynamique

## Services internationaux
- Bureau gravimétrique international (BGI)
- Bureau international des poids et mesures (BIPM), Time Department
- IAG Bibliography Service (IBS)
- International Altimetry Service (IAS)
- International Centre for Earth Tides (ICET)
- International Centre for Global Earth Model (ICGEM)
- International Digital Elevation Model Service (IDEMS)
- International Doris Service (IDS)
- Service international de la rotation terrestre et des systèmes de référence (IERS)
- International Geoid Service (IGeS)
- International Gravity Field Service (IGFS)
- International GNSS Service (IGS)
- International Laser Ranging Service (ILRS)
- International Service for Geodesy and Astrometry (IVS)
- Permanent Service for Mean Sea Level (PSMSL)[63]